# Walther Meissner
Fritz Walther Meissner (Tiếng Đức: Meißner) (16 tháng 12 năm 1882 – 16 tháng 10 năm 1974) là một nhà vật lý kĩ thuật người Đức.
Meissner sinh ra tại Berlin, cha ông là Waldemar Meissner, mẹ ông là Johanna Greger. Ông theo học ngành kỹ sư cơ khí và ngành vật lý tại trường Đại học Kỹ thuật Berlin, người hướng dẫn luận án tiến sĩ của ông là Max Planck. Sau này ông công tác tại học viện Physikalisch-Technische Bundesanstalt tại Berlin. Từ năm 1922 đến năm 1925, ông đã tạo ra máy hóa lỏng heli lớn thứ 3 thế giới, và khám phá ra hiệu ứng Meissner vào năm 1933,. Một năm sau, ông được mời giữ chức giáo sư khoa vật lý kỹ thuật thuộc trường Đại học Kỹ thuật München.
Sau chiến tranh thế giới thứ hai, ông trở thành chủ tịch của Bayerische Akademie der Wissenschaften. Năm 1946, ông được bổ nhiệm làm giám đốc ủy ban nghiên cứu về nhiệt độ thấp đầu tiên của học viện. Phòng thí nghiệm tọa lạc tại Herrsching đến năm 1965, sau đó người ta chuyển nó đến Garching bei München. Meißner sống một mình cùng với 2 chú chó suốt những năm cuối đời. Meißner qua đời năm 1974 tại Munich.